# Evangelio Secreto de la Virgen María
El Evangelio Secreto de la Virgen María es un relato novelado sobre la vida de la Virgen María y de Jesús. Es obra del sacerdote católico Santiago Martín y fue publicada en 1999. Se inspira en los evangelios canónicos y los apócrifos de la infancia.
El evangelio secreto de la Virgen María se presenta como un relato de María, quien narra su propia vida al apóstol Juan. El marco de la narración es Éfeso, poco antes de la Asunción.